# Colombar pompadour
Treron pompadora
Espèce
Statut de conservation UICN

 LC  : Préoccupation mineure
Le Colombar pompadour (Treron pompadora) est une espèce d'oiseaux de la famille des Columbidae.
Il est endémique du Sri Lanka.
C'est une espèce vivant dans la forêt tropicale et les zones boisées denses et humides. Il construit un nid de branchages dans un arbre et pond deux œufs blancs. Son vol est rapide et direct, avec des battements réguliers et de temps en temps une série rapide caractéristique des pigeons en général.
C'est un pigeon trapu de taille moyenne, de 28 centimètres de longueur. La tête, la queue et le ventre sont vert clair, avec une couronne grise sur la tête. Les pattes sont rouges et le bec est mince et grisâtre. Les rémiges et la queue sont noirâtres.
Il vit généralement seul ou en petit groupe. Il mange les graines et les fruits d'une grande variété de plantes.